# Етапи життя
Етапи життя  (нім. Die Lebensstufen)— алегорична картина німецького художника Каспара Давида Фрідріха.

## Опис
На малюнку зображено три ближніх і два дальніх вітрильники, що наближаються до берега в сутінках. Найбільший корабель на передньому плані вже почав згортати вітрила, хоча верхні вітрила все ще несуть до берега під легким кормовим вітром. Два менших вітрильних човна ще повністю оснащені, попри те, що вони перебувають близько до берега та наближаються до кам’янистого та рівного пляжу. На набережній стоїть група з п’яти осіб, яких за одягом можна розпізнати як містян.
Група стоїть півколом, а діти перебувають в найдальшій точці; ліворуч від них стоїть молодший чоловік, а праворуч сидить молода жінка, одягнена, як діти, у літній одяг. Далі ліворуч, трохи осторонь від групи, стоїть, спершись на палицю, старий, одягнений у товсте пальто й хутряну шапку; молодший чоловік, здається, манить його до групи.
У центрі групи з чотирьох осіб, що складається з двох дорослих і двох дітей, сидить хлопчик, який тримає шведський прапор, а дівчинка тягнеться до нього. Праворуч від них сидить молода жінка, яка нахилилася до двох дітей і підняла праву руку в (застережливому?) жесті.

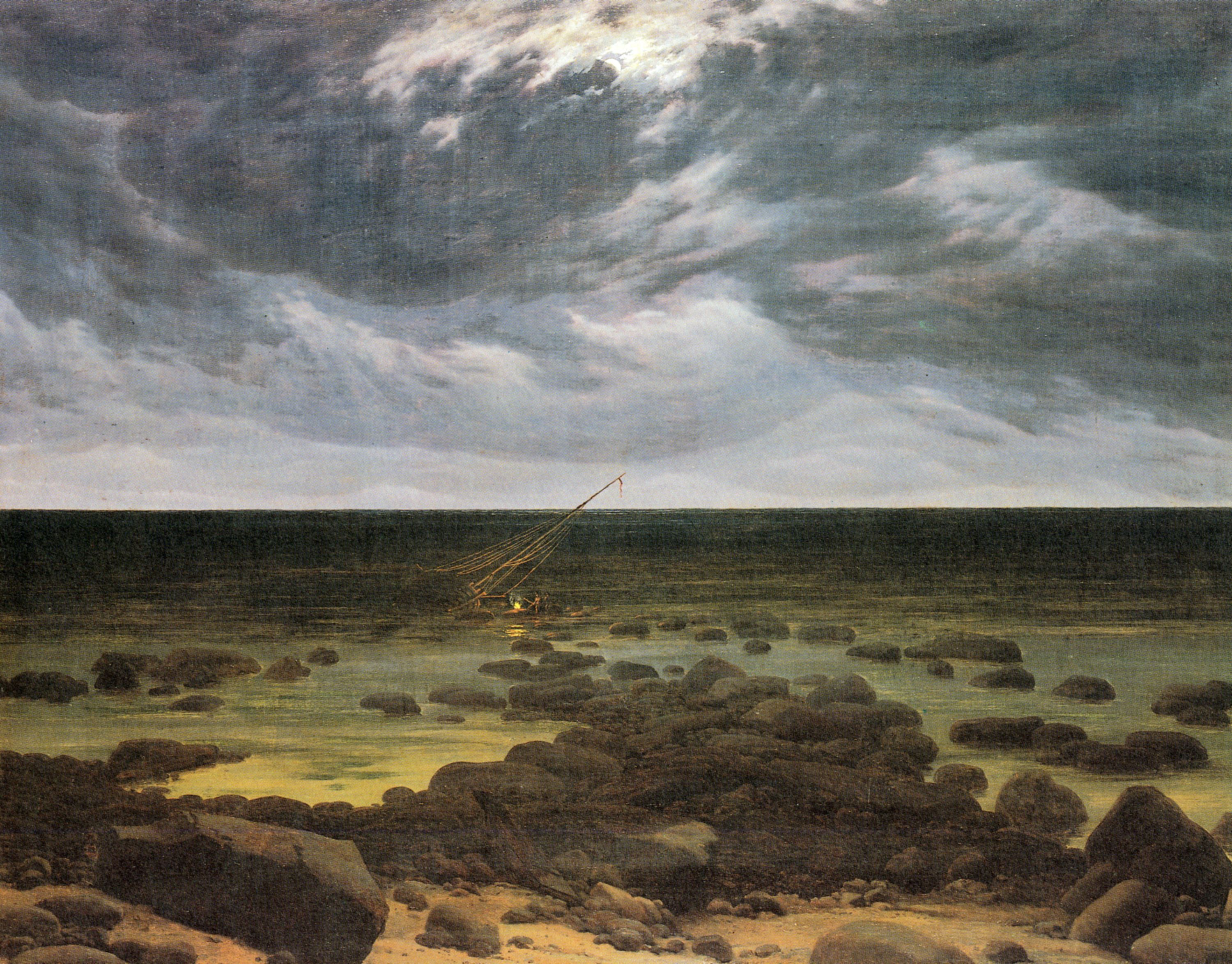
Каспар Давид Фрідріх – Узбережжя при місячному світлі з кораблетрощею (1830–1835)

Всі вони, навіть далекі кораблі, під легким вечірнім вітерцем наближаються до скелястого берега, без причалу чи будь-якого натяку на гавань, тим самим наражаючи себе на небезпеку, свідомо ставлячи себе в підвітряну позицію. На картині "Берег при місячному сяйві з корабельною аварією", яка була створена приблизно в той самий час, подібний берег вже став для корабля фатальним - кінець мандрівки неминучий, проте щасливий кінець не є певним.
Старший чоловік, обернений спиною до глядача, нагадує інші зображення зі спини у творчості художника. Центральне перспективне зображення берегового масиву має пірамідальний контур, який повторюється з невеликими зміщеннями акцентів у розташуванні фігур і кораблів, що його художник неодноразово використовував як базову лінію у своїх масштабних композиціях.

## Родинне коло і метафорика

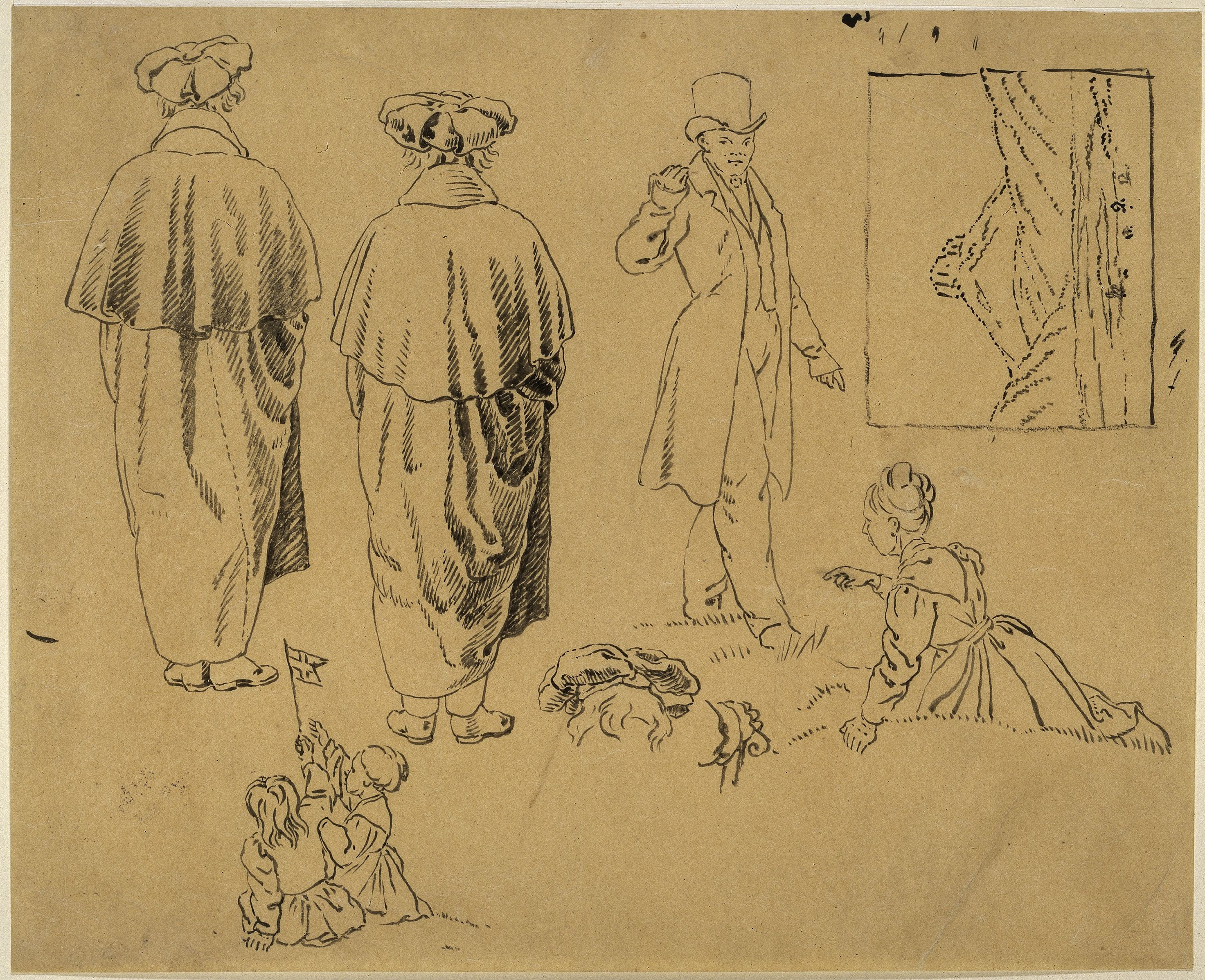
Ескіз до картини

Етапи життя відображаються і в людях, і в човнах. Старший у хутрі вже живе в іншу (пору) і на відстані від інших героїв. Худий молодший чоловік у циліндрі виявляє ініціативу та є посередником між старшим чоловіком і групою, молодша жінка зосереджена на дітях. Два прозоро намальовані човни на горизонті могли втілювати швидкоплинність, великий вітрильний човен із двома меншими на передньому плані, можливо, близькість до життя та необхідність героїв у групі діяти.

## Політичне тло

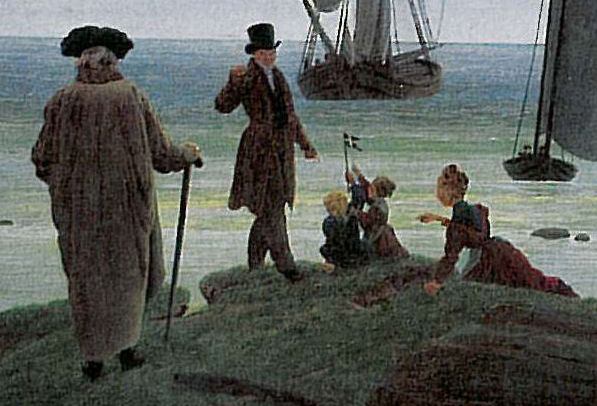
Деталь: діти зі шведським прапором

Місто Грайфсвальд, де народився Каспар Давид Фрідріх,  входило до складу Швеції разом із Західною Померанією з 1630 по 1815 рік. На картині зображені молодша дочка Фрідріха Агнес Адельгейд і його син Густав Адольф зі шведським прапором через 20 років після приєднання Грайфсвальда до Пруссії. Шведський письменник Пер Даніель Амадей Аттербом так писав про художника:
«Фрідріх — померанець... і вважає себе наполовину шведом» (у «Подорожі з романтичної Німеччини», 1859).
Краєвид веде через мис до відкритого моря, за яким лежить Швеція. Ліберально-демократичні громадяни сприймали Швецію як країну вільних селян. Фрідріх також охрестив свого сина, який тримає в руці шведський прапор, іменем шведських королів («Густав Адольф»).